# AS Inter Star
Die Association Sportif Inter Star, kurz AS Inter Star, ist ein burundischer Fußballverein aus Bujumbura.

## Geschichte
Der Verein wurde 1977 gegründet und ist einer der erfolgreichsten seines Landes. Sie gewannen bisher vier nationale Meisterschaften sowie einmal den Burundian Cup. Damit qualifizierten sie sich mehrmals für die afrikanischen Wettbewerbe, scheiterten dort meistens in der ersten Spielrunde.

## Stadion
Er trägt seine Heimspiele im Prince Louis Rwagasore Stadium aus.

## Erfolge
- Burundi Premier League: 1991, 1992, 2005, 2008 (4)
- Burundian Cup: 1990 (1)
- Burundian Super Cup: 2011

## Statistik in den CAF-Wettbewerben
| Wettbewerb                 | Runde         | Gegner          | Hinspiel | Rückspiel          |  |
| -------------------------- | ------------- | --------------- | -------- | ------------------ |  |
|                            |               |                 |          |                    |  |
| CAF Champions League 2006  | Qualifikation | CAPS United     | 3:3 (H)  | 0:0 (A)            |  |
|                            | 1. Runde      | Raja Casablanca | 0:7 (A)  | 2:1 (H)            |  |
| CAF Confederation Cup 2008 | Qualifikation | Express FC      | 0:1 (A)  | 1:0 (H) / Pen: 3:4 |  |
| CAF Champions League 2009  | Qualifikation | Canon Yaoundé   | 1:1 (A)  | 0:1 (H)            |  |
| CAF Confederation Cup 2011 | Qualifikation | Missile FC      | 0:4 (A)  | 1:0 (H)            |  |

- 2006: Der Verein CAPS United setzte einen nicht spielberechtigten Spieler ein. Somit zog der AS Inter Star in die ersten Hauptrunde ein.